# Ananteris guyanensis
Ananteris guyanensis es una especie de escorpión del género Ananteris, familia Buthidae. Fue descrita científicamente por Lourenço & Monod en 1999.
Habita en Guyana. Los machos miden de 20,5 a 23,7 mm y las hembras de 29,3 a 32,2 mm.